# Get Scraped
Get Scraped je první studiové album kanadského elektronického muzikanta Deadmau5e. Toto album existuje ve dvou verzích: fyzické CD které bylo vydáno v roce 2005 a stažitelná verze vydaná v roce 2006.

## Seznam skladeb

### CD verze (2005)
| Pořadí | Název                             | Délka |
| ------ | --------------------------------- | ----- |
| 1.     | 8bit                              | 4:42  |
| 2.     | Bored of Canada                   | 2:52  |
| 3.     | Careless                          | 6:59  |
| 4.     | Intelstat                         | 6:49  |
| 5.     | FlashTV                           | 5:02  |
| 6.     | Try Again                         | 4:40  |
| 7.     | Edit Your Friends                 | 3:14  |
| 8.     | I Forget                          | 3:39  |
| 9.     | Message from Nowhere              | 2:40  |
| 10.    | Overdraft                         | 5:02  |
| 11.    | Satisfaction                      | 4:29  |
| 12.    | Sometimes I Fail                  | 4:34  |
| 13.    | Support                           | 3:38  |
| 14.    | The Oshawa Connection             | 4:12  |
| 15.    | Unspecial Effects                 | 3:54  |
| 16.    | Waking Up from the American Dream | 3:15  |

### Verze ke stažení (2006)
| Pořadí | Název                             | Délka |
| ------ | --------------------------------- | ----- |
| 1.     | The Oshawa Connection             | 3:35  |
| 2.     | Intelstat                         | 6:50  |
| 3.     | Careless                          | 6:59  |
| 4.     | Unspecial Effects                 | 3:16  |
| 5.     | Waking Up from the American Dream | 6:23  |
| 6.     | I Forget                          | 2:41  |
| 7.     | Try Again                         | 3:14  |
| 8.     | 8bit                              | 4:42  |
| 9.     | Overdraft                         | 4:30  |
| 10.    | Bored of Canada                   | 2:53  |
| 11.    | Support                           | 4:13  |
| 12.    | Edit Your Friends                 | 3:40  |
| 13.    | Satisfaction                      | 4:34  |
| 14.    | Sometimes I Fail                  | 3:38  |
| 15.    | Careless (Acoustic)               | 4:58  |